# Segundo
Segundo är en så kallad census-designated place i Las Animas County i Colorado. Vid 2010 års folkräkning hade Segundo 98 invånare.